# Uniara
Uniara (o Uniayara) è una suddivisione dell'India, classificata come municipality, di 10.827 abitanti, situata nel distretto di Tonk, nello stato federato del Rajasthan. In base al numero di abitanti la città rientra nella classe IV (da 10.000 a 19.999 persone).

## Geografia fisica
La città è situata a 25° 56' 28 N e 76° 02' 02 E.

## Società

### Evoluzione demografica
Al censimento del 2001 la popolazione di Uniara assommava a 10.827 persone, delle quali 5.568 maschi e 5.259 femmine. I bambini di età inferiore o uguale ai sei anni assommavano a 1.778, dei quali 918 maschi e 860 femmine. Infine, coloro che erano in grado di saper almeno leggere e scrivere erano 6.075, dei quali 3.884 maschi e 2.191 femmine.